# Hundesprechschule Asra
Die Hundesprechschule Asra, auch Tiersprechschule Asra, war eine von 1930 bis kurz nach dem Zweiten Weltkrieg bestehende private Hundeschule in Leutenberg in Thüringen. Die Gründerin Margarethe Schmidt brachte ihren Hunden eine Reihe von Kunststücken bei, darunter auch Sprachäußerungen, und ließ sie damit öffentlich auftreten. Die Erwähnung der Schule in einem 2011 in Großbritannien erschienenen populären Sachbuch führte dazu, dass sie kurzfristig größere Beachtung in der (vor allem englischsprachigen) Presse und im Internet fand. Dabei wurde sie in sensationalistisch übersteigerter Weise als Projekt der nationalsozialistischen Kriegführung dargestellt. Für eine tatsächliche Verbindung zu nationalsozialistischen Stellen fehlt jeder Nachweis.

## Geschichte
Die „Hundesprechschule Asra“ wurde ab 1930 von Margarethe Schmidt, Tochter des Besitzers der Leutenberger Papiermühle, in der Villa Viola ⊙ betrieben, die sie mit ihrer Mutter und ihren Hunden bewohnte. Benannt war sie nach der angeblich besonders talentierten Deutschen Dogge Asra, deren fünf Welpen und ein später zugelaufener Terrier die „Schülerschaft“ bildeten.
Max Müller, Direktor des städtischen Veterinärwesens in München und Honorarprofessor an der tierärztlichen Fakultät der Ludwig-Maximilians-Universität, besuchte 1942 Schmidts Hundesprechschule und verfasste darüber einen Artikel in den Tierärztlichen Mitteilungen. Müller war als „einer der größten Verfechter der ‚klopfsprechenden‘ Tiere während der 1930er Jahre“ fest davon überzeugt, dass Hunde zu selbstständigem Denken fähig seien. In seinem Aufsatz berichtet Müller, dass die Hunde eine Reihe von Worten lautlich wiedergeben und sinngemäß anwenden könnten, dabei jedoch durch die Natur ihrer Sprechwerkzeuge eingeschränkt seien; ferner könnten sie durch wiederholtes Bellen bzw. Betätigen einer elektrischen Klingel Rechenaufgaben lösen, das Datum angeben und Wörter ablesen. Darüber hinaus erwähnt er, dass Margarethe Schmidt Adolf Hitler angeboten habe, „sich mit ihren Hunden für die Zwecke der Wehrmachtsbetreuung zur Verfügung zu stellen“, und von der Kanzlei des Führers eine zustimmende Antwort erhalten habe, und gibt seiner Hoffnung Ausdruck, dass „die Angehörigen der Wehrmacht [der] erteilten Weisung des Führers zufolge Gelegenheit haben [werden], sich vom selbständigen Denken dieser Tiere und ihrer direkten und indirekten Sprechfähigkeit im Rahmen der KdF-Wehrmachtsbetreuung überzeugen [zu] können.“ Es gibt jedoch keine Nachweise, dass Schmidt mit ihren Hunden tatsächlich im Rahmen der Truppenbetreuung auftrat.
Die angeblichen Fähigkeiten der Hunde wurden von Schmidt in Leutenberg und Umgebung regelmäßig öffentlich vorgeführt. In einem gedruckten Prospekt hieß es, „daß die Tiere nicht nur addieren, subtrahieren, multiplizieren, dividieren, sondern auch die Uhrzeiten wissen […]. Sie lesen, […] beurteilen Farben, charakterisieren Anwesende genau.“ Ein Dreizehnjähriger, der sich im Rahmen der Kinderlandverschickung in Leutenberg aufhielt, schrieb in einem Brief vom November 1944 über die Hundeschau, die Hunde hätten „sprechen und rechnen und denken können“ und sich durch wiederholtes Betätigen einer Glocke geäußert; es sei „kein Quatsch“ gewesen. Ein anderer Zeitzeuge nannte hingegen die Vorführung, die er als Kind im Winter 1945/46 sah, „eindeutig Schwindel“. Eine weitere Zeitzeugin, die als Jugendliche in den 40er Jahren häufig in der Villa Viola zu Besuch war und die Vorführungen mehrmals sah, sprach von „Kunststücken“: Die Hunde hätten weder sprechen („ein langgezogenes Maaamma war das Einzige, das man halbwegs verstehen konnte“) noch rechnen können; es habe sich vielmehr um einen „Trick“ gehandelt, bei dem die Hunde so lange an einem Klotz mit einer Klingel kratzten, bis die gewünschte Zahl erreicht war und sie eine Belohnung erhielten. Margarethe Schmidt und ihre Mutter hätten in diesen Jahren kein anderes Einkommen gehabt als das aus der Hundeschau. In einer Postkarte vom 3. Mai 1943 klagte Schmidt, dass sie kein Futter mehr für ihre Hunde erhalte, weil es sich weder um eine Zucht noch um eine „wissenschaftlich beachtliche Dressur“ handele; dabei seien „Hunde, die tanzen, die Bitte-Bitte machen und ‚Mama‘ sagen“, doch eine wissenschaftliche Leistung. Auf der Vorderseite dieser Ansichtskarte sind die Tiere mit der Unterschrift „Sechs aufmerksame Artisten“ abgebildet.
Nach Bekanntwerden der Presseberichte im Jahr 2011 wurde von Zeitzeugen, darunter Margarethe Schmidts Neffe, vehement bestritten, dass Schmidt Verbindungen zum Nationalsozialismus gehabt hätte. Örtliche Zeitzeugen beschrieben die unverheiratete „Hunde-Grete“ oder „Hunde-Schmidten“ als „ein bisschen spleenig“ oder als „Artistin […] ein schräger Vogel“. Als nach Kriegsende Flüchtlinge in der Villa einquartiert wurden, löste Schmidt die Schule auf und zog nach West-Berlin, wo sie nach Auskunft ihres Neffen Ende der 1950er oder Anfang der 1960er Jahre starb. Über den Verbleib der Hunde ist nichts bekannt.

## Rezeption
In ihrer 2008 erschienenen Dissertation Die „Neue Tierpsychologie“ und ihre wissenschaftlichen Vertreter (von 1900 bis 1945) erwähnt Britt von den Berg unter Berufung auf Müllers Aufsatz von 1943 die Hundesprechschule Asra als „Kuriosität“ und stellt sie in den Zusammenhang des großen Interesses an sprechenden, rechnenden oder denkenden Tieren und an Tierpsychologie allgemein, das in Deutschland in der ersten Hälfte des 20. Jahrhunderts bestand und ursprünglich durch den Fall des „Klugen Hans“ ausgelöst worden war.
Anfang 2011 veröffentlichte der schwedisch-britische Autor Jan Bondeson das Buch Amazing Dogs: A Cabinet of Canine Curiosities. Im Kapitel Some Canine Intellectuals erwähnt er, gestützt auf von den Bergs Dissertation, kurz die Hundesprechschule Asra. Bondeson vermischt dabei Müllers Bericht mit anderen Berichten über „sprechende Hunde“ aus der Nazizeit und missversteht Müllers Hinweis auf die Truppenbetreuung, den er wie folgt wiedergibt: „Laut Müller hatten Vertreter der Wehrmacht vom ‚Führer‘ Anweisungen erhalten, sich von der Nützlichkeit dieser ausgebildeten Hunde im Fronteinsatz zu überzeugen.“ Zudem stellt er die rhetorische Frage, wie solche bizarren Projekte hätten stattfinden können, wenn nicht mit Unterstützung durch das Naziregime, und schließt mit der Frage ab, ob die Nazis versucht hätten, „eine Rasse superintelligenter Sturmtruppenhunde zu entwickeln“, die mit ihren menschlichen Herrchen kommunizieren konnten.
Über diese durch nichts belegten Spekulationen berichtete nach Erscheinen von Bondesons Buch der britische Daily Telegraph am 24. Mai 2011. In diesem Artikel wird nicht nur die Hundesprechschule Asra mit anderen „sprechenden Hunden“ in Verbindung gebracht, die Bondeson in seinem Buch beschrieb, sondern auch behauptet, „die Nazis“ hätten eine „Armee von sprechenden Hunden“ aufbauen wollen. Bondeson selbst äußerte gegenüber dem Daily Telegraph, die Hunde seien vom Büro des Reichsführers SS beschafft worden und er vermute, dass sie SS-Offiziere bei der Bewachung von Konzentrationslagern entlasten sollten; allerdings seien diese Pläne nicht zur Reife gelangt. Auch der Süddeutschen Zeitung erklärte Bondeson, dass Hitler führenden SS-Leuten empfohlen habe, sich die Sprechschule anzuschauen und herauszufinden, ob man die Kommunikationstechniken für den Krieg nutzen könne.
In den Folgetagen wurde diese Meldung von anderen Presseorganen aufgegriffen und weiterverbreitet, vor allem in der englischsprachigen Welt. Dabei kam es nach dem Prinzip der „Stillen Post“ zu weiteren Entstellungen und Falschmeldungen: In der Hundesprechschule seien die Tiere von „Veterinären und Tierpsychologen“ trainiert worden; Hitler selbst habe die Schule in der Nähe von Hannover gegründet; die Nazis hätten eine Truppe selbständig denkender Kriegshunde aufbauen wollen, die Aufgaben wie Bewachung, Aufklärung und verdeckte Überwachung übernehmen sollten, und zu diesem Zweck seien Nazi-Beamte ausgeschickt worden, um intelligente Hunde für die Schule zu rekrutieren.
Angesichts des Pressewirbels ruderte Bondeson in einem Interview mit der BBC am 28. Mai 2011 zurück und beklagte, dass seine Arbeit durch die Presse „trivialisiert“ worden sei. In den 1930er Jahren habe es zwar eine wachsende Zahl von tierpsychologischen Schulen gegeben, die von den Nazis, besonders Hitler, gefördert und im Hinblick auf mögliche militärische Verwendung geprüft worden seien. „Aber das ist eine Million Meilen weit entfernt von den täglich wilder werdenden Behauptungen der Presse, dass die Nazis über eine Legion von sprechenden Hunden mit MGs verfügten, die kurz davor standen, auf die Alliierten losgelassen zu werden.“
Während der Presse-Hype kurzlebig war, hat der Mythos von den „sprechenden Hunden der Nazis“ im Internet überlebt: Auf einer russischsprachigen Website aus der Ukraine war noch 2019 zu lesen, in der Schule hätten Fachleute versucht, den Tieren Sinn für Poesie und schöne Literatur zu vermitteln, es habe Experimente zur telepathischen Hund-Mensch-Kommunikation gegeben, und Eva Brauns Terrier habe dort Fremdsprachen gelernt. Adolf Hitler habe die Schule gefördert, weil er überzeugt gewesen sei, dass wissenschaftlich ausgebildete Hunde die Welt erobern könnten.